# Straßenbahn Wien Type H
Die Type H waren die ersten Triebwagen der Wiener Straßenbahn mit geschlossenen Plattformen. Sie wurden später in die Untertypen H1 und H2 umgebaut.

## Geschichte

### Type H
Die 130 Triebwagen der Type H wurden allesamt 1910 von den Waggonfabriken Simmering und Graz geliefert. Die geschlossenen Plattformen stellten eine bedeutende Neuerung für das Personal der Wiener Straßenbahn dar. Als erste Wiener Type erhielten die H die Zulassung zum Betrieb mit zwei großen Beiwagen in Dreiwagen-Zügen, erster Einsatz einer solchen Garnitur war am 1. April 1911 auf der Linie 8. Ein früher Versuch, den Fahrgastfluss durch getrennte Ein- und Ausstiege zu regeln, misslang bei dieser Type allerdings und wurde nach einigen Jahren aufgegeben. Die H-Triebwagen bewährten sich grundsätzlich, erwiesen sich jedoch bei ausreichender Zugkraft als zu langsam.
Ab 1927 wurde begonnen, die Wagen für die geplante Umstellung auf Rechtsverkehr umzubauen, wobei anstatt der bisher verwendeten Türen einheitlich Klapptüren eingebaut wurden. Bis zum Jahr 1930 beließ man bei diesen Umbauten die markanten runden Plattformen, ab 1931 erfolgte ein Umbau auf eckige Plattformwände. Eine große Zahl dieser Umgestaltungen erfolgte im Zuge von Neubauten der Wagenkästen durch die Lohner-Werke. Nach dem Anschluss Österreichs 1938 war der Umbau auf Rechtsfahren abgeschlossen.
Im Jahr 1929 wurden die Wagen H 2164 und H 2166 zu einem Zwillingstriebwagen umgebaut, welcher sich jedoch nicht bewährte und 1937 wieder zu zwei normalen Triebwagen rückgebaut wurde.
Im Jahre 1943 mussten sieben Fahrzeuge (2151–57) nach Düsseldorf abgegeben werden. Um keine H1 herzugeben, wurden die H 2158, 2160, 2162 und 2165 in die vorgenannte Nummerngruppe umnummeriert. Die Fahrzeuge kamen, tw. beschädigt, 1948 nach Wien zurück.

### Type H1
Aufgrund der zu geringen Geschwindigkeit wurden ab 1934 die H-Triebwagen im mechanischen Teil (Zahnradübersetzung) bzw. später im elektrischen Teil (Feldschwächung) umgebaut. Ab 1936 wurden alle mittlerweile umgebauten Fahrzeuge bei gleichbleibender Nummerierung in die Type H1 umgezeichnet. Diese umfasste nach dem Zweiten Weltkrieg alle 115 verbliebenen ehemaligen H-Triebwagen. Die Umbauten wurden erst 1952 abgeschlossen, vier H1 mussten im Krieg als Totalverlust abgeschrieben werden und mehrere Exemplare waren teilweise schwer beschädigt. Ab Beginn der 60er Jahre wanderten die Fahrzeuge zunehmend in untergeordnete Dienste ab. Der letztmalige Einsatz der Type H1 erfolgte am 17. März 1967 auf der Linie 106 zum Kraftwerk Simmering.

### Type H2
Elf schwer kriegsbeschädigte H und H1-Triebwagen erhielten in den Jahren 1949/50 bei Simmering-Graz-Pauker einen neuen hölzernen Wagenkasten, welcher sich im Aussehen stark an die Type K anlehnte. Diese Umbautype erhielt die Bezeichnung H2 bei gleichbleibender Nummerierung. Sofern noch nicht erfolgt, wurden die Triebwagen technisch an die H1 angeglichen. Der erste Einsatz erfolgte mit H2 2235 am 21. Jänner 1950 auf der Linie 60. Im Jahr 1963 erfolgte bei Gräf & Stift in Wien-Liesing eine gründliche Sanierung der Wagen. Die Fahrzeuge wurden dabei einheitlich unter den Nummern 2270–2280 zusammengefasst, eine geplante Umbezeichnung in die Type H3 unterblieb allerdings. Letztmals waren H2-Triebwagen am 2. Juni 1972 auf der Linie J im Einsatz.

### Verbleib
Einige H1-Triebwagen wurden in Schneepflug-Triebwagen Type HP und die Revisionswagen HR umgebaut.
Insgesamt sind fünf H und H1-Triebwagen beim Verein Wiener Tramwaymuseum, der Museumstramway Mariazell und dem Mödlinger Stadtverkehrsmuseum erhalten geblieben, wovon sich der H 2215 mustergültig restauriert im Verkehrsmuseum Remise befindet. Dort befindet sich auch der H1 2260 im Zustand der Kriegszeit (Verdunkelung). Der H2 2280 steht als letzter Vertreter seiner Type ebenfalls im Verkehrsmuseum Remise und befindet sich im Besitz des WTM.

## Technik und Ausstattung
Die Fahrzeuge besaßen einen hölzernen Wagenkasten mit komplett geschlossenen Plattformen und Laternendach, welcher sich vom Längsträger über Blattfedern direkt auf die Lenkachsen abstützte. Zwei Tatzlagermotoren trieben je eine Achse an und wurden über herkömmliche Fahrschalter gesteuert, die Stromabnahme erfolgte über einen Lyrabügel.
Die Type H2 besaß einen der Type K angeglichenen Wagenkasten mit Tonnendach und Oberlicht-Fenstern, im Zuge der Modernisierung im Jahr 1963 wurden zudem Schienenbremsen, Scherenstromabnehmer und stärkere Motoren eingebaut.

## Bilder

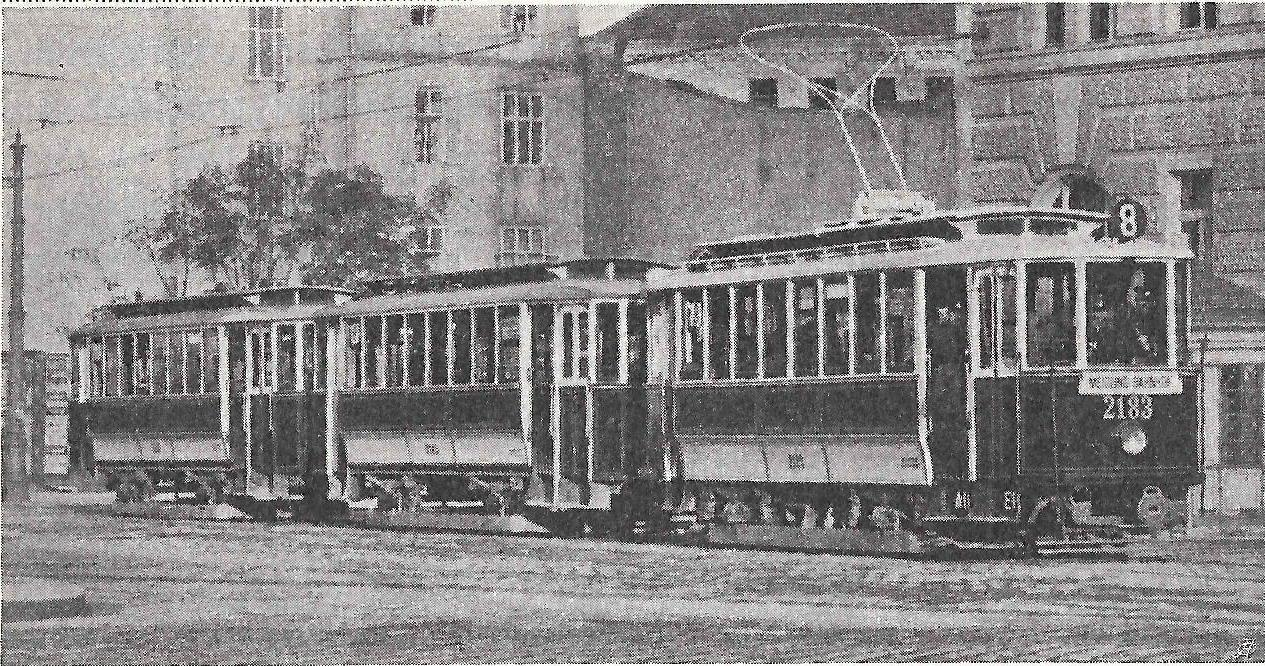
Dreiwagenzug mit H 2183 auf der Linie 8 (1911)
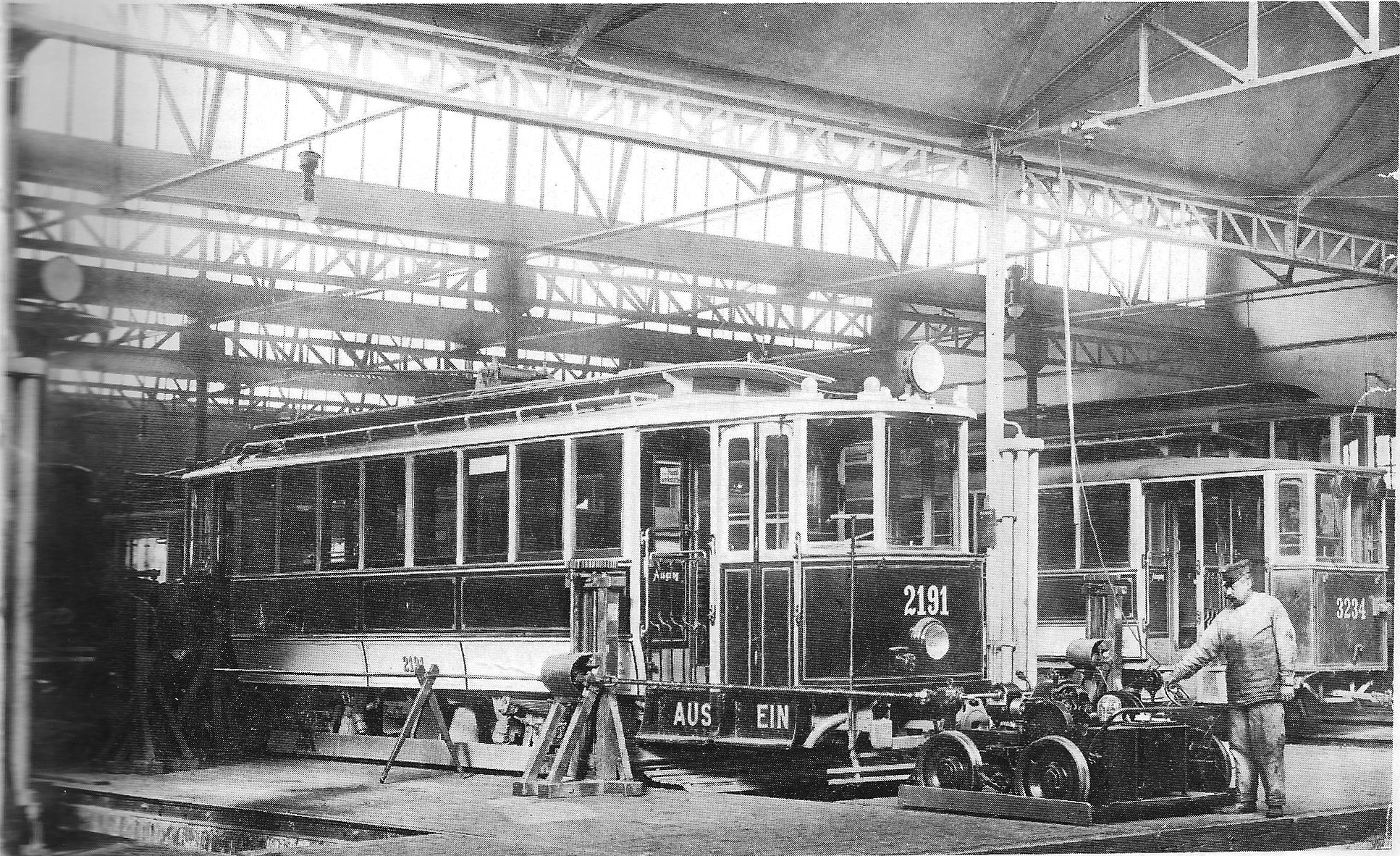
H 2191 in der Zentralwerkstätte Rudolfsheim (1910)
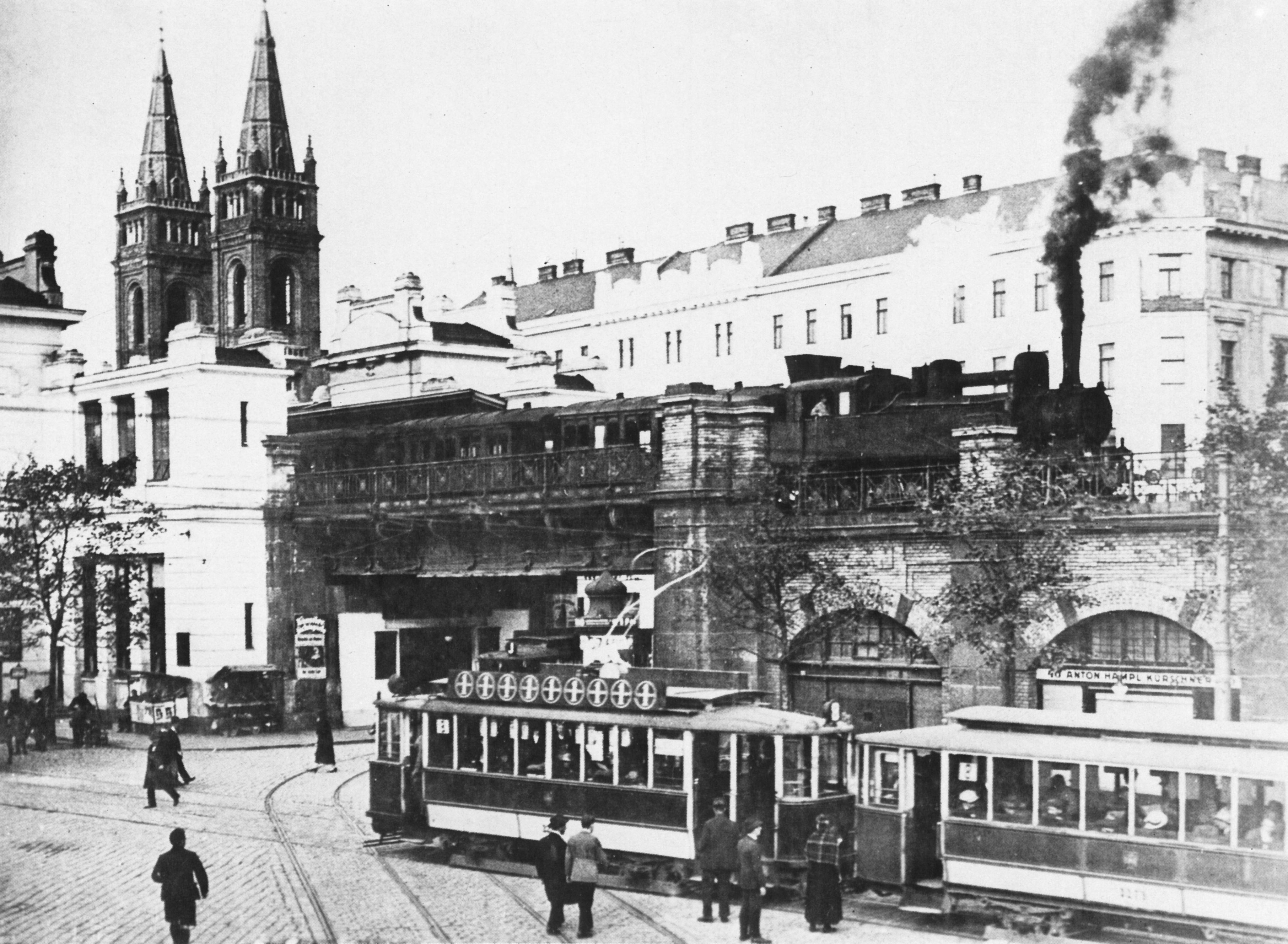
Type H auf der Linie 8
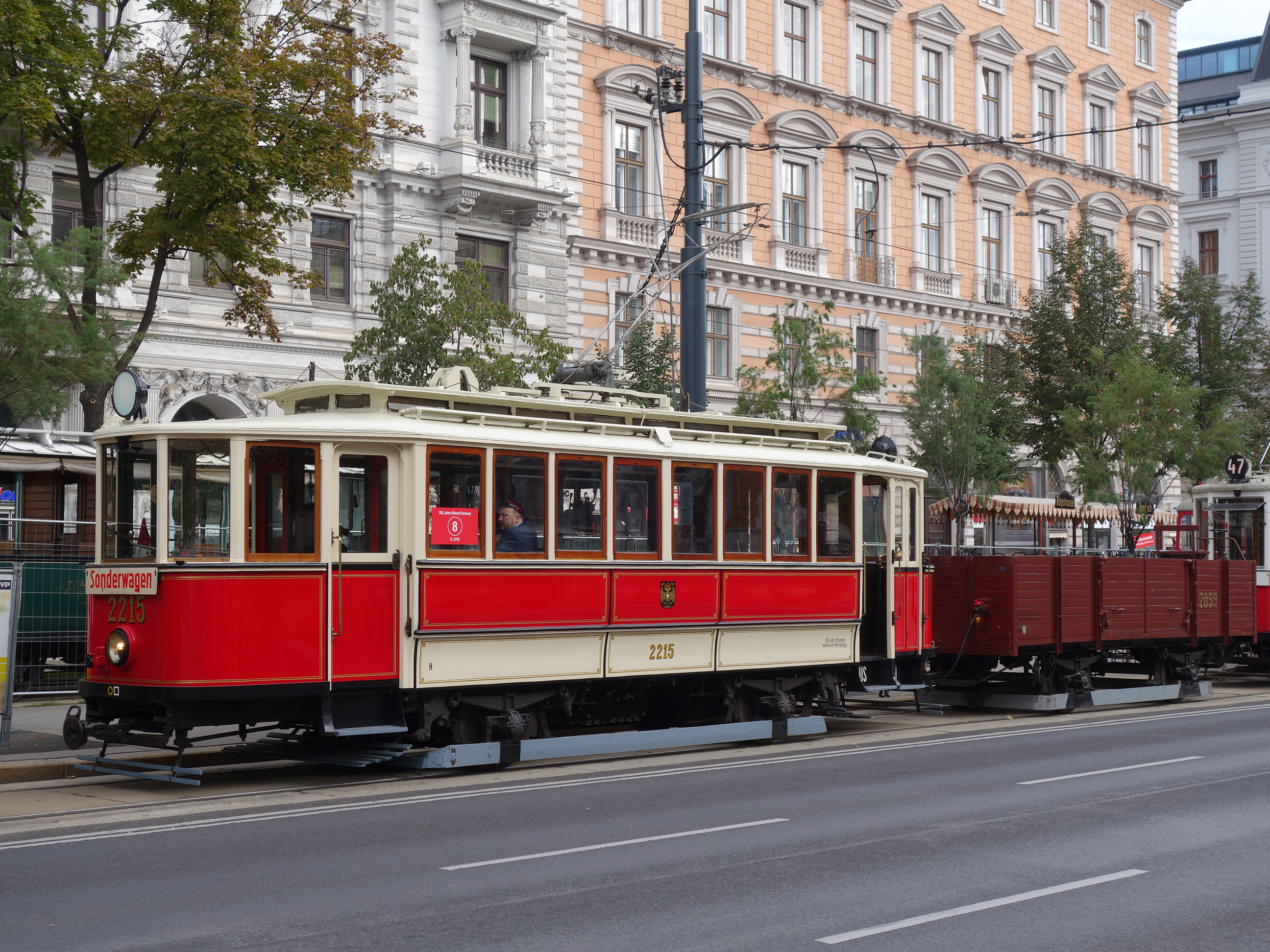
Museumstriebwagen H 2215 (2015)
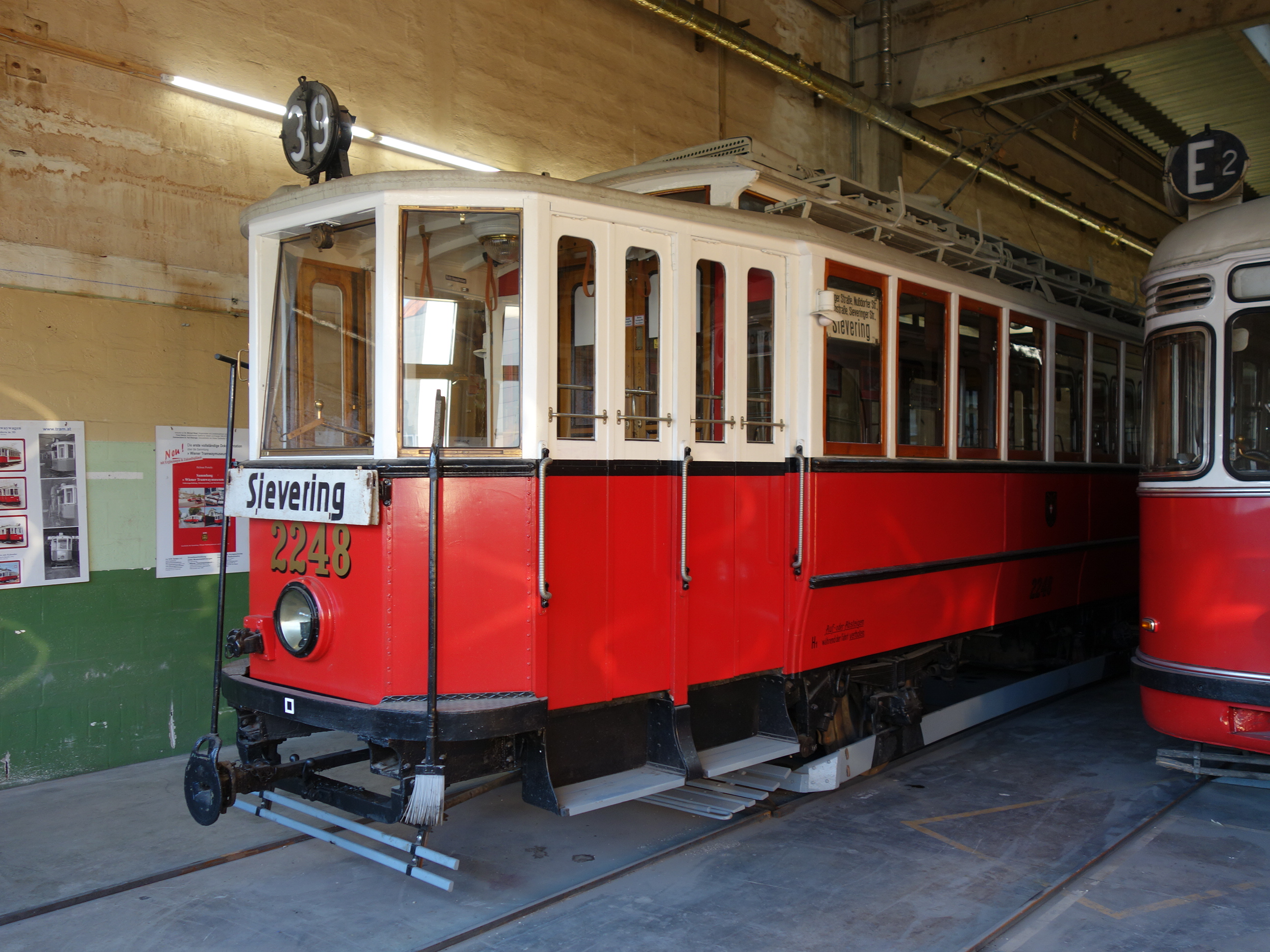
H1 2248 im WTM-Museumsdepot (2015)
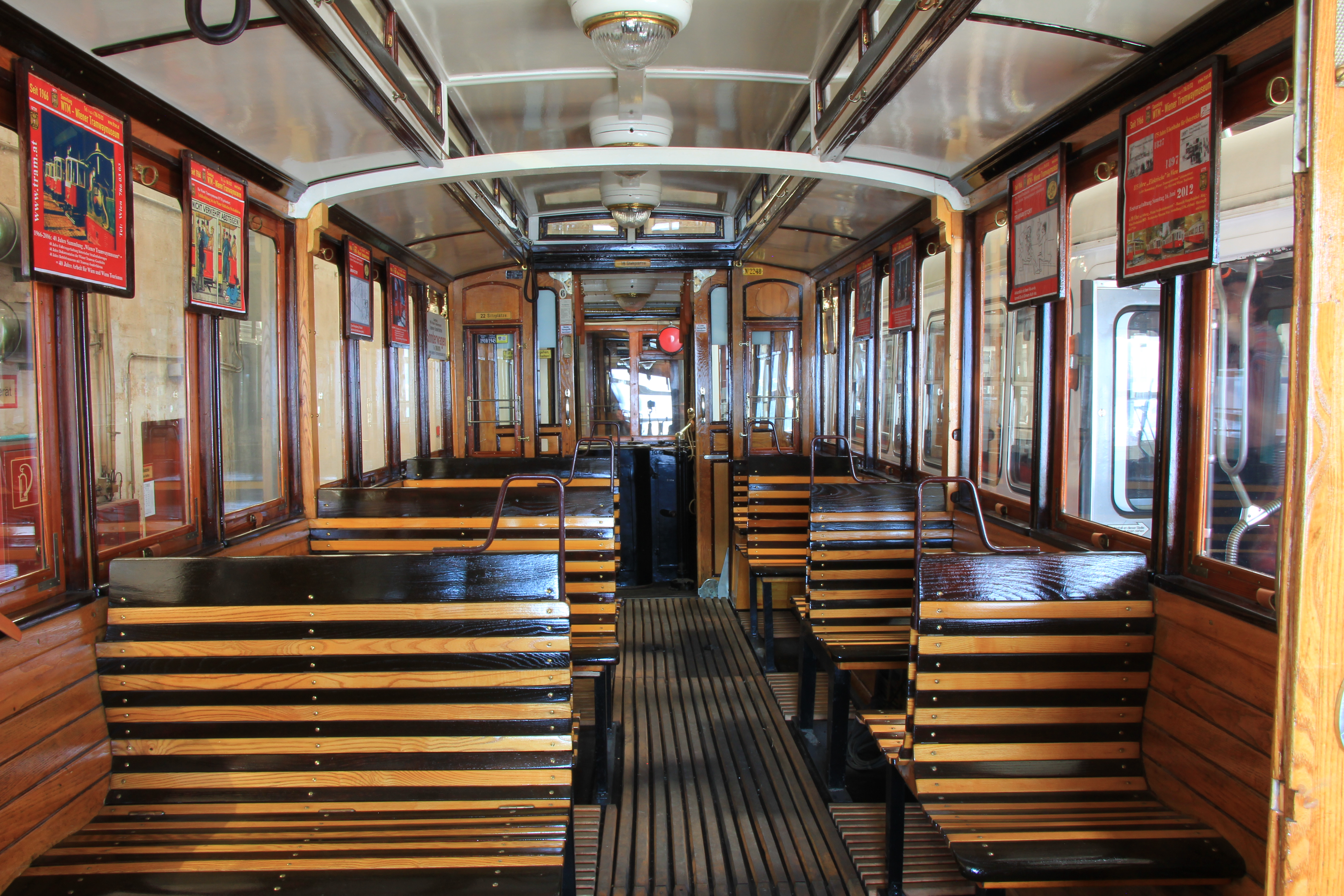
Innenraum H1 2248 (2016)
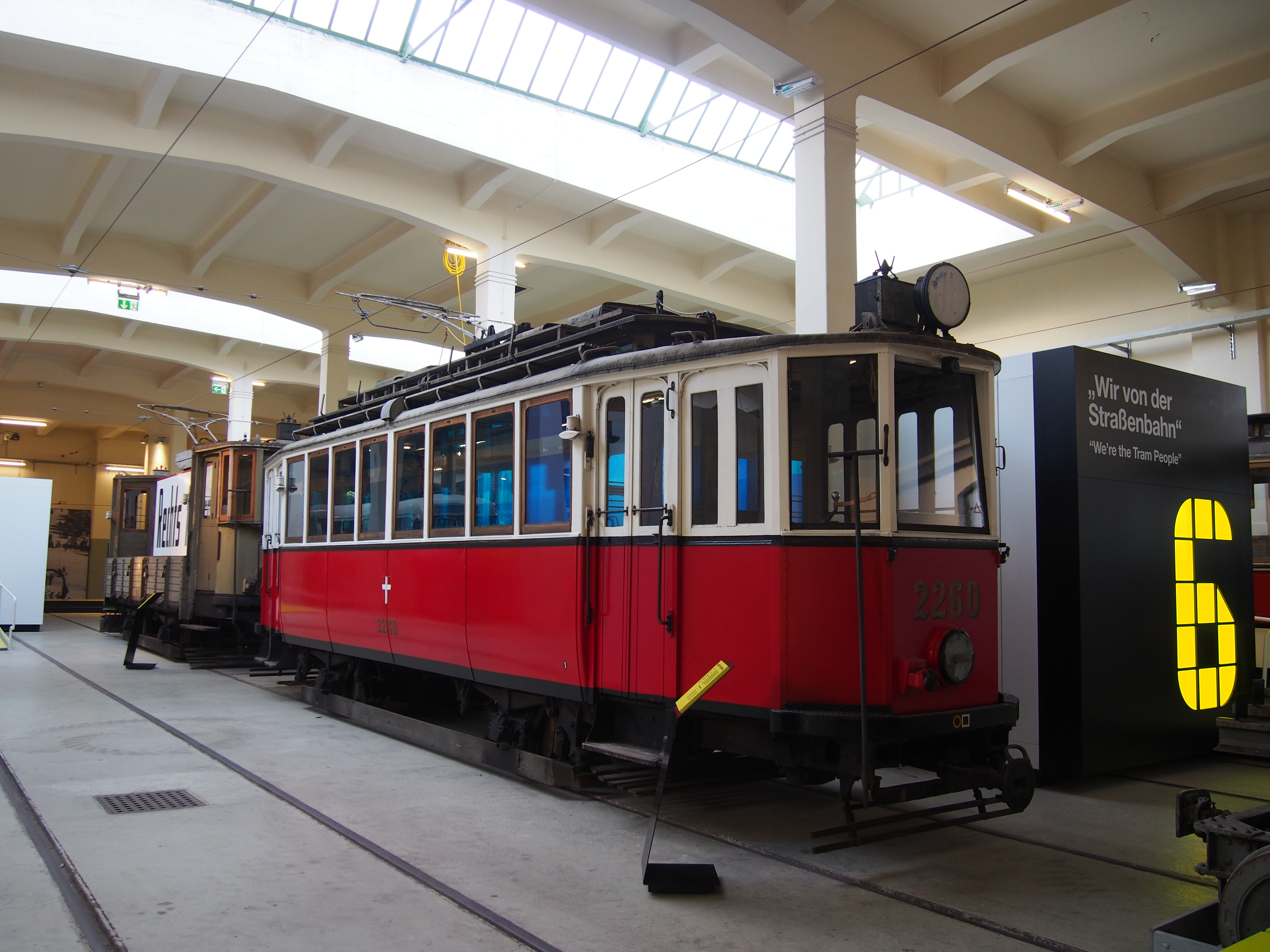
H1 2260 im Verkehrsmuseum Remise
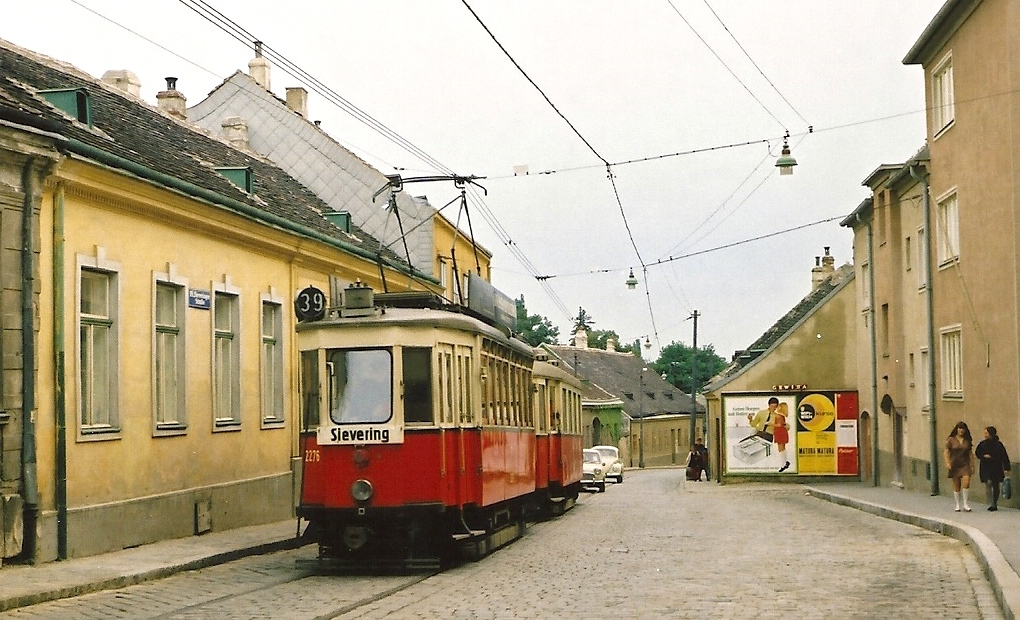
H2 2279 auf der Linie 39 (1969)
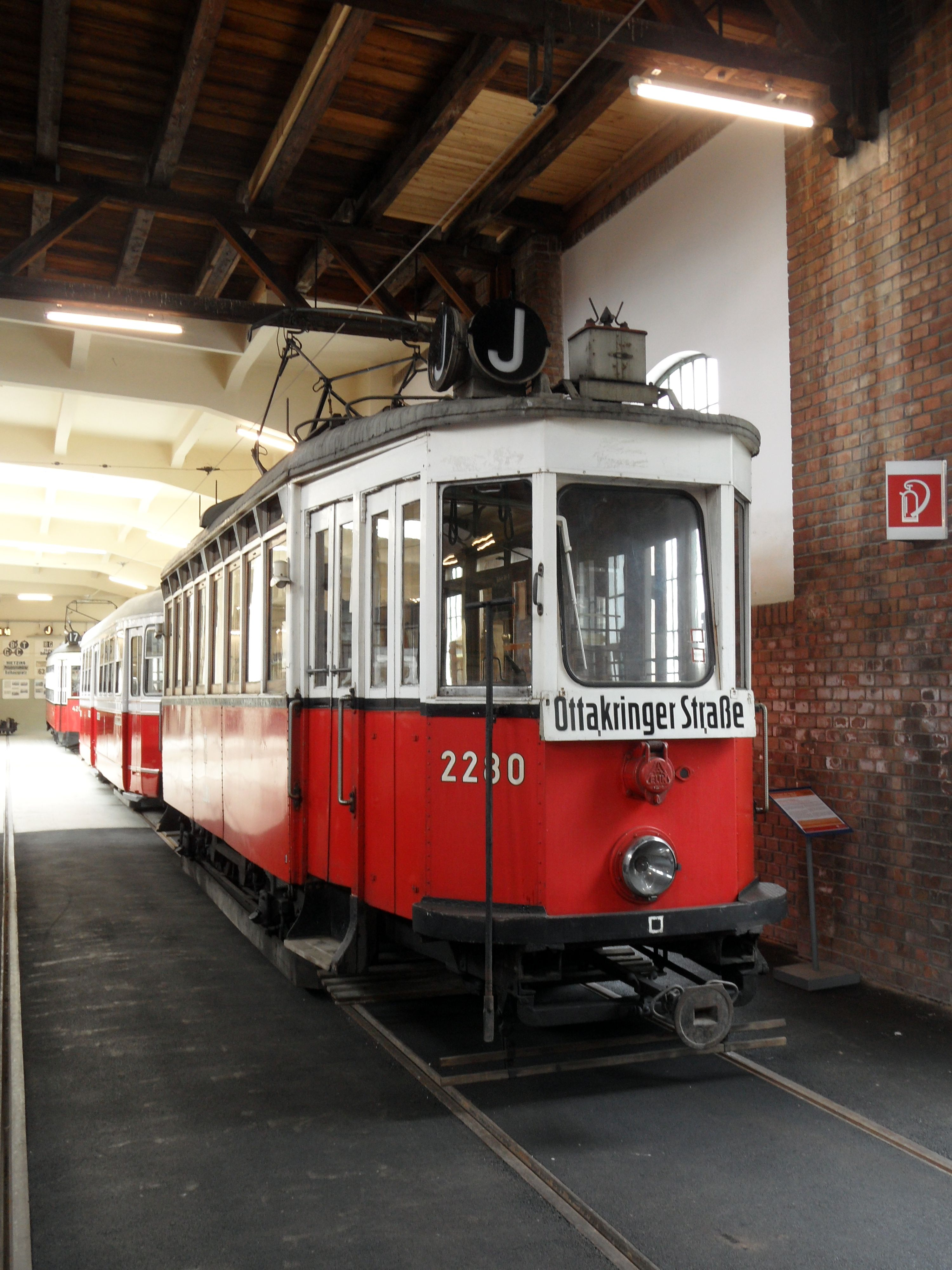
H2 2280 im Verkehrsmuseum Remise im Letztzustand